# Tremont and Gulf Railway
| Ehemalige Lok Nr. 28 der Tremont and Gulf Railway |                      |                                                       |                                                    |
| Die Tremont and Gulf Railway in ihrer größter Ausdehnung |                      |                                                       |                                                    |
| Streckenlänge: | 183 km               |                                                       |                                                    |
| Spurweite: | 1435 mm (Normalspur) |                                                       |                                                    |
| Maximale Neigung: | 1,5 ‰                |                                                       |                                                    |
| |                      |                                                       |                                                    |
| \| \| \| Vicksburg Subdivision der KCSR \| \| \| \| \| li. nach Shreveport / re. nach Monroe \| \| \| \| 0,0 \| Tremont / Monroe \| 35 m ü. M. \| \| \| 1,6 \| Tama \| Tama \| \| \| 8,0 \| Cartwright \| Cartwright \| \| \| 17,7 \| Eros \| 61 m ü. M. \| \| \| \| Wood Junction \| \| \| \| 28,9 \| Chatham Ausweichstelle \| Chatham Ausweichstelle \| \| \| (49,7) \| Hood Mill (Mühle) \| Hood Mill (Mühle) \| \| \| 37,0 \| Womack Ausweichstelle \| Womack Ausweichstelle \| \| \| 40,2 \| Gulf Crossing Ausweichstelle \| Gulf Crossing Ausweichstelle \| \| \| (46,6) \| Dally / Lyons \| Dally / Lyons \| \| \| (88,4) \| Jonesboro \| 68 m ü. M. \| \| \| (88,4) \| Dodson / Sikes \| Dodson / Sikes \| \| \| \| Pynburn / Ringwood \| \| \| \| 69,2 \| Joyce \| Joyce \| \| \| 72,4 \| Menefee Junction \| 41 m ü. M. \| \| \| 77,2 \| Colgrade \| Colgrade \| \| \| \| Kansas City Southern Railway \| \| \| \| (80,4) \| Winnfield \| 37 m ü. M. \| \| \| 86,9 \| Curry \| Curry \| \| \| 98,1 \| Denkman \| Denkman \| \| \| 99,7 \| Rochelle \| 26 m ü. M. \| \| \| \| UP Monroe Subdivision, li. Alexandria / re. Monroe \| \| \| \| 102,9 \| Montague \| Montague \| \| \| 106,2 \| Waggoner \| Waggoner \| \| \| \| Alle Kilometerangaben sind von Tremont aus gerechnet. \| \| \| \| \| \| \| \| Quellen: [1] [2] \| \| \| \| |                      |                                                       |                                                    |
| |                      | Vicksburg Subdivision der KCSR                        |                                                    |
| Abzweig quer und von links · Abzweig quer und von links |                      | li. nach Shreveport / re. nach Monroe                 | li. nach Shreveport / re. nach Monroe              |
| Dienststation / Betriebs- oder Güterbahnhof (Strecke außer Betrieb) · Betriebs-/Güterbahnhof Strecke ab hier außer Betrieb | 0,0                  | Tremont / Monroe                                      | 35 m ü. M.                                         |
| Dienststation / Betriebs- oder Güterbahnhof (Strecke außer Betrieb) · Strecke (außer Betrieb) | 1,6                  | Tama                                                  | Tama                                               |
| Dienststation / Betriebs- oder Güterbahnhof (Strecke außer Betrieb) · Strecke (außer Betrieb) | 8,0                  | Cartwright                                            | Cartwright                                         |
| Dienststation / Betriebs- oder Güterbahnhof (Strecke außer Betrieb) · Strecke (außer Betrieb) | 17,7                 | Eros                                                  | 61 m ü. M.                                         |
| Strecke von links (außer Betrieb) · Kreuzung (Strecken außer Betrieb) · Strecke nach rechts (außer Betrieb) |                      | Wood Junction                                         | Wood Junction                                      |
| Strecke (außer Betrieb) · Dienststation / Betriebs- oder Güterbahnhof (Strecke außer Betrieb) | 28,9                 | Chatham Ausweichstelle                                | Chatham Ausweichstelle                             |
| Strecke (außer Betrieb) · Abzweig geradeaus und von links (Strecke außer Betrieb) · Betriebs-/Güterbahnhof Streckenende und quer (Strecke außer Betrieb) | (49,7)               | Hood Mill (Mühle)                                     | Hood Mill (Mühle)                                  |
| Strecke (außer Betrieb) · Dienststation / Betriebs- oder Güterbahnhof (Strecke außer Betrieb) | 37,0                 | Womack Ausweichstelle                                 | Womack Ausweichstelle                              |
| Strecke (außer Betrieb) · Dienststation / Betriebs- oder Güterbahnhof (Strecke außer Betrieb) | 40,2                 | Gulf Crossing Ausweichstelle                          | Gulf Crossing Ausweichstelle                       |
| Betriebs-/Güterbahnhof Streckenende (Strecke außer Betrieb) · Dienststation / Betriebs- oder Güterbahnhof (Strecke außer Betrieb) | (46,6)               | Dally / Lyons                                         | Dally / Lyons                                      |
| Betriebs-/Güterbahnhof Streckenanfang und quer (Strecke außer Betrieb) · Abzweig geradeaus und von rechts (Strecke außer Betrieb) | (88,4)               | Jonesboro                                             | 68 m ü. M.                                         |
| Betriebs-/Güterbahnhof Streckenanfang (Strecke außer Betrieb) · Dienststation / Betriebs- oder Güterbahnhof (Strecke außer Betrieb) | (88,4)               | Dodson / Sikes                                        | Dodson / Sikes                                     |
| Dienststation / Betriebs- oder Güterbahnhof (Strecke außer Betrieb) · Dienststation / Betriebs- oder Güterbahnhof (Strecke außer Betrieb) |                      | Pynburn / Ringwood                                    | Pynburn / Ringwood                                 |
| Strecke (außer Betrieb) · Betriebs-/Güterbahnhof Strecke bis hier außer Betrieb | 69,2                 | Joyce                                                 | Joyce                                              |
| Strecke nach links (außer Betrieb) · Kreuzung (Querstrecke außer Betrieb) · Strecke von rechts (außer Betrieb) | 72,4                 | Menefee Junction                                      | 41 m ü. M.                                         |
| Brücke über Wasserlauf · Dienststation / Betriebs- oder Güterbahnhof (Strecke außer Betrieb) | 77,2                 | Colgrade                                              | Colgrade                                           |
| Abzweig geradeaus und von links · Strecke (außer Betrieb) |                      | Kansas City Southern Railway                          | Kansas City Southern Railway                       |
| Dienststation / Betriebs- oder Güterbahnhof · Strecke (außer Betrieb) | (80,4)               | Winnfield                                             | 37 m ü. M.                                         |
| Strecke nach rechts · Dienststation / Betriebs- oder Güterbahnhof (Strecke außer Betrieb) | 86,9                 | Curry                                                 | Curry                                              |
| Dienststation / Betriebs- oder Güterbahnhof (Strecke außer Betrieb) | 98,1                 | Denkman                                               | Denkman                                            |
| Dienststation / Betriebs- oder Güterbahnhof (Strecke außer Betrieb) | 99,7                 | Rochelle                                              | 26 m ü. M.                                         |
| Kreuzung (Strecke geradeaus außer Betrieb) |                      | UP Monroe Subdivision, li. Alexandria / re. Monroe    | UP Monroe Subdivision, li. Alexandria / re. Monroe |
| Dienststation / Betriebs- oder Güterbahnhof (Strecke außer Betrieb) | 102,9                | Montague                                              | Montague                                           |
| Betriebs-/Güterbahnhof Streckenende (Strecke außer Betrieb) | 106,2                | Waggoner                                              | Waggoner                                           |
| |                      | Alle Kilometerangaben sind von Tremont aus gerechnet. |                                                    |
| |                      |                                                       |                                                    |
| Quellen: |                      |                                                       |                                                    |

Die Tremont and Gulf Railway (T&G) war eine US-amerikanische Bahngesellschaft mit Sitz in Tremont (Louisiana). Sie war eine Aktiengesellschaft mit dem Hauptaktionär James Stanley Joyce. Die Eisenbahn verfügte über ein maximal 183 Kilometer langes Streckennetz zwischen Tremont und Monroe im Norden, Winnfield im Süden und Waggoner im Osten. Die Bahn wurde hauptsächlich für den Holztransport eingesetzt. 1959 wurde sie, wegen finanzieller Schwierigkeiten, von der Illinois Central Railroad aufgekauft.

## Geschichte
1902 wurde die Tremont and Gulf Railroad für den Holztransport gegründet. Sie errichtete daraufhin vom Sägewerk der Tremont Lumber Company aus, eine Bahnstrecke Richtung Süden nach Dally (Louisiana). Zu dieser Zeit befand sich das größte Sägewerk in Tremont, kleinere Werke gab es in Chatham, Eros, Jonesboro und Rochelle. Die Tremont Lumber Company verfügte über einige Shay-Getriebelokomotiven, die später auch auf den Strecken eingesetzt wurden.

### Der Bahnbau
Die Strecke von Tremont über Eros nach Dally, mit 47 Kilometern Länge, wurde am 1. Juli 1903 eröffnet. Im selben Jahr wurde damit begonnen, die 32 Kilometer von Eros nach Hoods Mills (südlich von Chatham) zu realisieren. Die Strecke nach Chatham konnte 1905 eröffnet werden. Am 1. April 1906 wurde die Jonesboro and Natchez Railroad erworben und so kamen weitere 32 Kilometer Strecke hinzu. Bis Ende 1907 wurden  weitere Verlängerungen durchgeführt und so erreichte die Strecke nach 80 Kilometern Winnfield. Wegen finanzieller Schwierigkeiten und Zahlungsunfähigkeit wurde die Tremont and Gulf Railroad am 1. Januar 1908 zwangsversteigert.

### Übernahme durch die Tremont and Gulf Railway
Bereits am 18. Dezember 1907 wurde die Tremont and Gulf Railway als Aktiengesellschaft gegründet und übernahm ihre Vorgängergesellschaft am 1. April 1908. Die neue Bahngesellschaft wurde vom Hauptaktionär James Stanley Joyce geleitet. Kurz darauf wurde die Strecke um weitere 32 Kilometer verlängert. Die T&G verband, als Kurzstreckenbahn, die dicht bewaldete Region im Zentrum von Louisiana mit mehreren Hauptbahnen, darunter die Bahngesellschaften Chicago, Rock Island and Pacific Railroad, Illinois Central Railroad, Louisiana and Arkansas Railway und schließlich der Missouri Pacific Railroad. Im Mai 1915 wurde die 16 Kilometer lange Strecke von Dodson über Pyburn nach Menefee Junction aufgegeben. Auf ihrem Höhepunkt verfügte die T&G über 183 Kilometer Gleise und bis zu acht Dampflokomotiven. Nach der Schließung des Sägewerkes in Tremont wurde eine neue Strecke nach West-Monroe zur Brown Paper Mill Company (Papiermühle) erbaut. Trotz der zentralen Lage, konnte die Bahn während ihres Bestehens nicht kostendeckend betrieben werden.

### Übernahme durch die Illinois Central Railroad
Anfang der 1950er Jahre wurden zur Kostensenkung noch Diesellokomotiven angeschafft. Trotz der Umstellung und einer Vielzahl weiterer Bemühungen, Kosten zu senken und Schulden zu tilgen, war das Unternehmen nicht profitabel. Die Eigentümer, die Familie Joyce (75 % der Anteile) und Olin Mathieson (25 %) suchten nach einem Kaufinteressenten.
Schließlich wurde die Tremont and Gulf Railway Ende der 1950er-Jahre für 700.000 US-Dollar von der Illinois Central Railroad aufgekauft. Nach Genehmigung der Interstate Commerce Commission (ICC) vom 3. Juni 1959 erfolgte die Übernahme zum 1. August 1959. Die Zweigstrecken nach Eros (ehemals bis Tremont) und Rochelle wurden jedoch stillgelegt, während die Strecke von Monroe nach Winnfield den Winnfield District der Mississippi Division der Illinois Central bildete. Am 26. Februar 1986 verkaufte die Illinois Central den etwa sechs Kilometer langen Streckenabschnitt Joyce–Winnfield an die Kansas City Southern Railway und legte den Rest der früheren T&G-Strecke zum 1. März 1986 still.

## Fahrzeuge
| Lokomotiven                                                                                  |                          |                     |                |              | |      |
| Betriebs-Nr.                                                                                 | Hersteller               | Achsfolge           | Baujahr        | Seriennummer | Bemerkung | Bild |
| Dampflokomotiven                                                                             |                          |                     |                |              | |      |
| 15                                                                                           | Baldwin Locomotive Works | 4-6-0 Ten-Wheeler   | August 1913    | 40316        | 1932 von der Groveton, Lufkin and Northern Railway erworben, an die Oden Gravel Co. verkauft, 1964 verschrottet.                                                  |      |
| 25                                                                                           | Baldwin Locomotive Works | 4-6-0 Ten-Wheeler   | August 1913    | 40318        | Neu erworben, 1953 an die Dunham-Stephens Co. verkauft. |      |
| 28                                                                                           | Baldwin Locomotive Works | 2-8-0 Consolidation | November 1917  | 47032        | Ehem. United States Army Nr. 396, ehem. Claiborne-Polk Military Railroad Nr. 2, 1947 erworben, heute Texas State Railroad Nr. 300.                                |      |
| 30                                                                                           | Baldwin Locomotive Works | 2-8-2 Mikado        | September 1917 | 46491        | Neu erworben, 1954 an die Magma Arizona Railroad verkauft und dort in Nr. 7 umbenannt, heute Texas State Railroad Nr. 400.                                        |      |
| 31                                                                                           | Baldwin Locomotive Works | 4-4-0 American      | Juli 1890      | 11035        | Ehem. Manistee and Grand Rapids Nr. 1, ehem. Michigan East and West Railway Nr. 1, 1921 erworben und bis 1931 im Bestand.                                         |      |
| 32                                                                                           | Baldwin Locomotive Works | 2-6-0 Mogul         | Dezember 1898  | 16413        | Ehem. Manistee and Grand Rapids Nr. 3, ehem. Michigan East and West Railway Nr. 3, 1921 erworben, 1924 an die Ruston Foundry & Machine Co. verkauft.              |      |
| 44                                                                                           | Baldwin Locomotive Works | 4-6-0 Ten-Wheeler   | Mai 1912       | 37714        | Ehem. Louisiana and Arkansas Railway Nr. 400/506, 1948 erworben und 1962 verschrottet.                                                                            |      |
| 50                                                                                           | Baldwin Locomotive Works | 4-4-0 American      | Juli 1912      | 38054        | Ehem. Midland Pennsylvania Railroad Nr. 1, 1913 erworben und 1950 verschrottet.                                                                                   |      |
| 51                                                                                           | Baldwin Locomotive Works | 4-4-0 American      | Januar 1893    | 13166        | Ehem. Arkansas Southern Railroad Nr. 1, ehem. South Arkansas Lumber Co. Nr. 51, ehem. Tremont Lumber Co. Nr. 51, dann an die Tremont and Gulf Railway übereignet. |      |
| Güterwagen/Personenwagen                                                                     |                          |                     |                |              | |      |
| Bestand 1914: 150 geschlossene Güterwagen, 110 Flachwagen, 9 Dienstwagen und 3 Personenwagen |                          |                     |                |              | |      |
| [ 7 ]                                                                                        |                          |                     |                |              | |      |